# Wolfgang Lukschy
Wolfgang Lukschy (Berlino, 19 ottobre 1905 – Berlino, 10 luglio 1983) è stato un attore e doppiatore tedesco.

## Biografia
Fu particolarmente conosciuto nell'ambiente western in quanto era il principale doppiatore di Gary Cooper e John Wayne. Attivo principalmente in Germania, ha interpretato inoltre lo sceriffo John Baxter nel film di Sergio Leone Per un pugno di dollari.

## Filmografia

### Cinema
- I masnadieri (Friedrich Schiller – Der Triumph eines Genies), regia di Herbert Maisch (1940)
- Ohm Kruger l'eroe dei Boeri (Ohm Krüger), regia di Hans Steinhoff e, non accreditati, Karl Anton e Herbert Maisch (1941)
- Zwischen Himmel und Erde, regia di Harald Braun (1942)
- Gefährtin meines Sommers, regia di Fritz Peter Buch (1943)
- Ich werde dich auf Händen tragen, regia di Kurt Hoffmann (1943)
- Die Degenhardts, regia di Werner Klingler (1944)
- La donna che ho sognato (Die Frau meiner Träume), regia di Georg Jacoby (1944)
- Kamerad Hedwig, regia di Gerhard Lamprecht (1945)
- Blockierte Signale, regia di Johannes Meyer (1948)
- Das Mädchen Christine, regia di Arthur Maria Rabenalt (1949)
- Die Andere, regia di Alfred E. Sistig (1949)
- Nächte am Nil, regia di Arthur Maria Rabenalt (1949)
- Hochzeit mit Erika, regia di Eduard von Borsody (1950)
- Hafenmelodie, regia di Hans Müller (1950)
- Erzieherin gesucht, regia di Ulrich Erfurth (1950)
- Veronika, die Magd, regia di Leopold Hainisch (1951)
- Heimweh nach dir, regia di Robert A. Stemmle (1952)
- Der Tag vor der Hochzeit, regia di Rolf Thiele (1952)
- Drei, von denen man spricht, regia di Axel von Ambesser (1953)
- Der Feldherrnhügel, regia di Ernst Marischka (1953)
- Du bist die Welt für mich, regia di Ernst Marischka (1953)
- Heideschulmeister Uwe Karsten, regia di Hans Deppe (1954)
- Emil und die Detektive, regia di Robert A. Stemmle (1954)
- 4º fanteria (Die Deutschmeister), regia di Ernst Marischka (1955)
- Der fröhliche Wanderer, regia di Hans Quest (1955)
- Ihr Leibregiment, regia di Hans Deppe (1955)
- Il tesoro di Rommel, regia di Romolo Marcellini (1955)
- Skandal um Dr. Vlimmen, regia di Arthur Maria Rabenalt (1956)
- Fuhrmann Henschel, regia di Josef von Báky (1956)
- Appuntamento a Zurigo (Die Zürcher Verlobung), regia di Helmut Käutner (1957)
- Das haut hin, regia di Géza von Cziffra (1957)
- Das Mädchen vom Moorhof, regia di Gustav Ucicky (1957)
- Das verbotene Paradies, regia di Max Nosseck (1958)
- Die Nacht vor der Premiere, regia di Georg Jacoby (1959)
- Ich schwöre und gelobe, regia di Géza von Radványi (1959)
- Bis daß das Geld euch scheidet, regia di Alfred Vohrer (1960)
- Una come quelle... (Und sowas nennt sich Leben), regia di Géza von Radványi (1961)
- Gli occhi di Londra (Die toten Augen von London), regia di Alfred Vohrer (1961)
- Das letzte Kapitel regia di Wolfgang Liebeneiner (1961)
- Il giorno più lungo (The Longest Day), regia di Ken Annakin, Andrew Marton e Bernhard Wicki (1962)
- Sherlock Holmes - La valle del terrore (Sherlock Holmes und das Halsband des Todes), regia di Terence Fisher (1962)
- Bekenntnisse eines möblierten Herrn, regia di Franz Peter Wirth (1963)
- Scotland Yard contro Dr. Mabuse (Scotland Yard jagt Dr. Mabuse), regia di Paul May (1963)
- Per un pugno di dollari, regia di Sergio Leone (1964)
- Sansone e il tesoro degli Incas, regia di Piero Pierotti (1964)
- Das siebente Opfer, regia di Franz Josef Gottlieb (1964)
- Der Fall X701, regia di Bernard Knowles (1964)
- 24 ore per uccidere, regia di Peter Bezencenet (1965)
- La guerra segreta (The Dirty Game), regia di Christian-Jaque, Werner Klingler, Carlo Lizzani e Terence Young (1965)
- Sfida a Glory City, regia di Sheldon Reynolds (1965)
- Il giustiziere del Kurdistan, regia di Franz Josef Gottlieb (1965)
- Surehand (Mano veloce) (Old Surehand), regia di Alfred Vohrer (1965)
- Was ist denn bloß mit Willi los?, regia di Werner Jacobs (1970)
- Frisch, fromm, fröhlich, frei, regia di Rolf Thiele (1970)
- Die Feuerzangenbowle, regia di Helmut Käutner (1970)
- Verena la contessa nuda (Die nackte Gräfin), regia di Kurt Nachmann [1971)
- Operazione Siegfried (Inside Out), regia di Peter Duffell (1975)

### Televisione (parziale)
- Gefährtin
- Zwölftausend
- Er und Sie - Fernsehkurs für das Leben zu zweit
- Wovon wir leben und woran wir sterben
- Meine beste Freundin, regia di Jürgen Goslar - film tv (1962)

## Doppiatori italiani
- Giorgio Capecchi in Per un pugno di dollari
- Glauco Onorato in Sansone e il tesoro degli Incas